# Polizei-Sportverein Mainz
Der Polizei-Sportverein Mainz e.V. ist ein Sportverein aus Mainz. Der Verein wurde am 5. November 1936 gegründet. Er bietet zwischenzeitlich 11 Sportarten in 5 Abteilungen an. Neben der Budoabteilung, mit den Sportarten Aikido, Iaido, Jōdō, Judo, Ju-Jutsu, Kickboxen, Naginata, gibt es auch die Karate-, Motorsport-, Volleyball- und Wassersport-Abteilung.
Seit 1985 richtet der PSV Mainz alljährlich das 3W-Kendo-Turnier aus, das sich in den letzten Jahren zu dem größten Kendo-Turnier Europas entwickelt hat.

## Geschichte

### Erste Jahre 1936–1945
Im Luftschutzsaal der Polizeidirektion Mainz wurde am 5. November 1936 der Polizeisportverein Mainz gegründet.
Da es zu dieser Zeit schon eine Anzahl von Sportvereinen gab, stand die Sportbehörde in Mainz dem Vorhaben negativ gegenüber. Der Polizeibeamte, Hermann Lohrum (Jahrgang 1892), war zusammen mit anderen Kollegen unnachgiebig und brachte auf seiner Werbungsliste 192 eingeschriebene Interessenten zusammen. Die Behörde musste jetzt dem Antrag zustimmen. Hermann Lohrum wurde 1. Vorsitzender; zusammen mit den Herren Nikolai, Anstatt, Wehrum, Diefenbach, Sickinger, Kunz und Reubold bildeten sie den Vorstand. Im Sportausschuss arbeiteten die Polizisten Bieger, Bock, Dresen Kohmann, Ries und Stadler mit. Das größte Problem war trotz der 319 Mitglieder Anfang 1937, dass es keine „jungen“ Polizisten gab die sich dem Verein anschlossen. Nur vier Beamte unter 30 Jahre waren Mitglied.
Bereits 1937 nahm der PSV am Waldecker Sportfest teil und kam mit 14 Sportlern in die Ränge. Auch 1938 bei dem Fest der Leibesübungen in Mainz war der PSV erfolgreich vertreten. Im Frühjahr 1938 hatte der Verein 350 Mitglieder und die Finanzlage war günstig, so dass der Kassierer, Alois Wehrum, grünes Licht zum Bau eines Schwimmbades geben konnte. Am 7. August 1938 konnte die Schwimmanlage auf der Ingelheimer-Aue eingeweiht werden; die Baukosten beliefen sich auf etwa 3.000 Reichsmark (vergleichbar mit 150.000 Euro).
Außer den damals klassischen Sportarten der Leichtathletik gab es noch die Faustballabteilung unter Leitung von H. Graf, der auch die Handballabteilung aufbaute. Eine Schützenabteilung und eine Gruppe von Schwimmern, die sich aber nicht an Wettkämpfen beteiligte. Für die Kanuabteilung war eine Bootshalle erstellt worden.
Der Mainzer Anzeiger schrieb über die Jahreshauptversammlung 1939: „Neue Führung im Polizeisportverein unter Leitung von Hauptmann Schroeder. Er startete 1928 als erfolgreicher Leichtathlet bei der Olympiade in Amsterdam.“ Mit Beginn des Zweiten Weltkrieges im September 1939 reduzierte sich der Sportbetrieb auf wenige Veranstaltungen. Ende 1940 fanden noch eine Fuchsjagd auf Fahrrädern und ein Preisschießen der Schützenabteilung statt; die Faustballer stiegen in die höchste Bereichsklasse auf. Am 8. November 1941 feierte man das 5-Jährige bestehen des Vereins. 1942 waren die Leichtathleten noch erfolgreich und die Faustballer spielten in der Spitzenklasse. 1943 musste der Verein seinen Namen ändern und hieß Sportgemeinschaft der Ordnungspolizei (SpGO). Auch in diesem Jahr werden noch sportliche Aktivitäten verzeichnet.

### Auflösung und Wiedergründung 1945–1957
Nach dem Kriegsende 1945 brach der Verein auseinander, da die Menschen andere Sorgen hatten. Die französische Besatzungsmacht gab dem Polizeisportverein, der als „militärische Brutstätte“ betrachtet wurde, keine Erlaubnis zur Wiedergründung. Am 19. Mai 1949 wurde durch das Innenministerium des Landes Rheinland-Pfalz für Polizeibeamte Dienstsport angeordnet. Daraufhin setzte sich der frühere Vorsitzende Hermann Lohrum mit dem Landessportausschuss Rheinhessen in Verbindung, um eine Erlaubnis zur Vereinsgründung zu erhalten. Diese erfolgte am 3. Mai 1950 als Polizeisportverein Grünweiß Mainz.
Hermann Lohrum wurde wieder 1. Vorsitzender, sein Vertreter war Willi Geiberger. Weitere Vorstandsmitglieder waren: Max Müller, Paul Mönch, Georg Löffler und Werner Fuchs. Es wurden die Abteilungen wurden Faustball, Handball, Musikabteilung, Leichtathletik und Fußball eingerichtet.
Die am 10. Mai 1952 einberufene Mitgliederversammlung änderte den Vorstand. Hermann Lohrum wurde als Polizeimeister pensioniert und stand für eine Wiederwahl nicht mehr zur Verfügung. 1. Vorsitzender wurde Willi Geiberger, 2. Vorsitzender: Peter Schneider, Geschäftsführer: Max Müller, Kassierer: Paul Mönch, Materialverwalter: Georg Löffler, Beiräte: Hans Hein und Karl Arzt. Jugendleiter wurden: Albert Hück, Karl Eby und Philipp Hofem. Am 28. Juni 1952 wurde durch die Besatzungsmacht auch wieder das Schwimmbad freigegeben. Nachfolgende Abteilungen waren aktiv: Faustball, Basketball, Tischtennis, Schützen, Leichtathletik insbesondere die Jugendgruppe.
Der 1955 nach Mainz versetzte Polizeioberinspektor Hanns Severin wurde 1. Vorsitzender. Die Unterkunft der Bereitschaftspolizei in der Mainzer Templerstraße eröffnete für den PSV neue Perspektiven. Es gründet sich eine Handball- und Judoabteilung. Auch die Leichtathletikabteilung hatte sichtbaren Auftrieb.

### 1958–2001
Am 17. April 1958 wurde ein neuer Vorstand gewählt. Vereinspräsident wurde der Polizeipräsident Portz, 1. Vorsitzender. Hanns Severin, 2. Vorsitzender: Herbert Schönig, Geschäftsführer. Max Müller, Kassierer: Paul Mönch, Beisitzer sind: Willi Geiberger, Peter Lenz, Peter Schneider, Georg Löffler, Karl Krohmann. Hauptsportwart wird Polizeirat Küger. Bald darauf wurde eine zusätzlich eine Motorsportabteilung gegründet. Bei der Jahreshauptversammlung 1961 bekam der Verein im 25. Jubiläumsjahr auch seine endgültig letzte Namensänderung in Polizei-Sportverein Mainz e.V.
Acht Abteilungen waren zu diesem Zeitpunkt aktiv: Basketball, Faustball, Handball, Judo, Leichtathletik, Motorsport, Schießen und Tischtennis. Die Erfolge in diesem Jubiläumsjahr können sich sehen lassen:
- Basketball: Aufstieg in die Landesliga Rheinhessen
- Faustball: Pokalsieger und Stadtmeister 1961
- Handball: Hallenhandball Aufstieg in die 1, Spielklasse
- Feldhandball: Aufstieg in die Bezirksklasse Rheinhessen
- Leichtathletik: Sepp Hüftlein wird Polizeilandesmeister im Hoch- und Weitsprung, und 2. bei den deutschen Polizeimeisterschaften im Hochsprung, Gerd Lander wird Polizeilandesmeister über 800 m
- Schießen: Aufstieg in die Landesliga. Lore Scheid qualifiziert sich für die deutsche Meisterschaft.
- Tischtennis: Meister der Landesliga Rheinhessen.

Im Oktober 1976 feierte der PSV sein 40-jähriges Bestehen. Der 1. Vorsitzende war zu diesem Zeitpunkt Helmut Röhrich.
Der PSV hatte im Jubiläumsjahr 1976 acht Abteilungen mit 739 Mitgliedern:
- Budo
- Schützen
- Tischtennis
- Motorsport
- Kanu
- Segel
- Gymnastik
- Wassersport

Im Jahr 1986 wurde der Polizei-Sportverein Mainz e. V. 50 Jahre alt, im Jahr 2001 feierte er sein 65-jähriges Bestehen.
Im September 2011 feierte der PSV sein 75-jähriges Bestehen.

### PSV Mainz heute
Zum heutigen Zeitpunkt bietet der Polizei-Sportverein Mainz e.V. seinen knapp 750 Mitgliedern 11 Sportarten in 5 Abteilungen an. Neben der Budoabteilung, mit den Sportarten Aikido, Iaido, Jōdō, Judo, Ju-Jutsu, Kickboxen, Naginata, gibt es auch die Karate-, Motorsport-, Volleyball- und Wassersport-Abteilung.
Die Trainingsstunden finden hauptsächlich in den Sportstätten der Bereitschaftspolizei in Mainz-Hechtsheim, aber auch in Mainzer Schulsporthallen statt. Die Wassersport-Abteilung unterhält auf der Ingelheimer-Aue eine vereinseigene Marina. Dort ist auch das Vereinsheim angesiedelt.

### Vorsitzende
- 5. November 1936–1938 Polizeimeister Herman Lohrum
- 1938–1939 Oberleutnant Anders
- 1939–1945 Hauptmann Schroeder
- 1. Mai 1950 – 10. Mai 1952 Polizeimeister Herman Lohrum
- 10. Mai 1952 – 17. Januar 1958 Willi Geiberger
- 17. Januar 1958 – 1968 Polizeioberinspektor Hans Severin
- 1968–1970 Karl-Heinz Wolff
- 1970–1984 Helmut Röhrich
- 1984 – 5. November 1998 Leitender Polizeidirektor Rolf-Peter Lehmann
- 5. November 1998 – 1. September 2000 Mario von Roesgen
- 1. September 2000 – 28. September 2010 Polizeidirektor Rolf Ebeling
- 28. September 2010 – 24. November 2015 Franz-Josef Hesch
- seit 24. November 2015 Michael Grüger

## Sportliche Erfolge

### 1961–1979
1979 Rainer Hussong – 3. Deutscher Hochschulmannschaftsmeister Judo

1977 Alfred Hafner – Deutscher Hochschulvizemeister Judo

1976 Alfred Hafner – 3. Deutscher Hochschulmannschaftsmeister Judo

1976 Rainer Hussong – 3. Deutscher Hochschulmannschaftsmeister Judo

1975 Andreas Irrgang – Rheinhessenmeister Judo

1964 Udo Schaffer – Deutscher Jugendvizemeister Judo

1961 Sepp Hüftlein – Deutscher Vizemeister der Polizei Hochsprung

### 1980–1989
1986 Carlo Schuck – Deutscher Vizemeister Karate

1985 Andreas Wagner – Deutscher Jugendmeister Karate

1982 Friedel Kröhler – Deutscher Jugendmeister Judo

1980 Ingrid Hafner – 3. Deutsche Hochschulmeisterin Judo

1980 Alfred Hafner – Deutscher Hochschulmannschaftsmeister Judo

1980 Rainer Hussong – Deutscher Hochschulmannschaftsmeister Judo

1980 Alfred Hafner – 3. Deutscher Hochschulmeister Judo

### 1990–1999
1999 Hanns-Peter Herr – Deutscher Vizemeister Kendo

1999 Hanns-Peter Herr – Mannschaftsvizeeuropameister Kendo

1999 Marcus Spengler – Deutscher Jugendmeister Kendo

1996 Marcus Spengler – Deutscher Jugendvizemeister Kendo

1995 Hanns-Peter Herr – Mannschaftsvizeeuropameister Kendo

1993 Michael Veith – 3. Intern. Deutsche Meisterschaften Judo

1990 Hanns-Peter Herr – Deutscher Jugendmeister Kendo

### 2000–2001
2000 Marcus Spengler – Deutscher Jugendmeister Kendo

2000 Hanns-Peter Herr – Deutscher Mannschaftsvizemeister Kendo

### 2002
Hanns-Peter Herr – Deutscher Mannschaftsvizemeister Kendo

### 2003
Jürgen Ebermayr – Vizeeuropameister Jōdō

Clemens Klein – Deutscher Meister Jōdō

Hanns-Peter Herr – 3. Deutsche Meisterschaften Kendo

### 2004
Marcus Spengler – 3. Deutsche Meisterschaften Kendo

Hanns-Peter Herr – Deutscher Meister Kendo

Clemens Klein – 3. Europameister Jōdō

Clemens Klein – Mannschaftsvizeeuropameister Jōdō

Jürgen Ebermayr – Mannschaftsvizeeuropameister Jōdō

Jürgen Ebermayr – 3. Europameisterschaften Jōdō

Jürgen Ebermayr – Deutscher Meister Jōdō

### 2005
Hanns-Peter Herr – Deutscher Meister Kendo

Yvonne Weis – Deutsche Jugendmeisterin Judo

Hanns-Peter Herr – Sieger Baltik-Kendo-Cup

Hanns-Peter Herr – Sieger Ungarn-Cup Kendo

Hanns-Peter Herr – 3. Mannschaftseuropameisterschaften Kendo

Marcus Spengler – 3. Mannschaftseuropameisterschaften Kendo

Eva Gervers – 3. Engi, Europameisterschaften Naginata

Andreas Nicol – 3. Engi, Europameisterschaften Naginata

Isabella Dominikowski – Deutsche Vizemeisterin Kickboxen WAKO

### 2006
Mark Littlewood – Deutscher Meister Naginata

Mark Littlewood – Deutscher Engi-Meister Naginata

Andreas Nicol – Deutscher Engi-Meister Naginata

Alexander Gilles – Deutscher Mannschaftsmeister Kendo

Hanns-Peter Herr – Deutscher Mannschaftsmeister Kendo

Martin Herwig – Deutscher Mannschaftsmeister Kendo

Karl Selg-Mann – Deutscher Mannschaftsmeister Kendo

Marcus Spengler – Deutscher Mannschaftsmeister Kendo

Florian Oelkers – Deutscher Mannschaftsmeister Kendo

Yvonne Weis – 3. Deutsche Meisterschaften Judo Junioren

### 2007
Susanne Schlüter – 3. Weltmeisterschaft Kickboxen WKA

Susanne Schlüter – 3. Weltmeister-Mannschaftsmeistersch. Kickboxen WKA

Franziska Schlüter – 3. Weltmeister-Mannschaftsmeistersch. Kickboxen WKA

Tilmann Görges – 3. Deutsche Jugendmeisterschaft Kendo

Daniel Kuller – 3. Deutsche Jugendmeisterschaft Kendo

### 2008
Franziska Schlütter – Weltmeisterin Mannschaft Kickboxen (WKA)

Franziska Schlütter – 3. Weltmeisterschaft Leichtkontakt 60 kg (WKA)

Eva Gervers – 3. Europameisterschaft Naginata

Eva Gervers – 3. Mannschaftseuropameister Naginata

Ines Klose – 3. Mannschaftseuropameister Naginata

Mark Littlewood – 3. Mannschaftseuropameister Naginata

Martin Röthig – 3. Mannschaftseuropameister Naginata

Marcus Spengler – 2. Mannschaftseuropameister Kendo

Hanns-Peter Herr – 3. Europameisterschaft Kendo

Daniel Kuller – 3. Mannsch.-Jugendeuropameister Kendo

Hanns-Peter Herr – Deutscher Mannschaftsmeister Kendo

Marcus Spengler – Deutscher Mannschaftsmeister Kendo

Jonas Wolf – Deutscher Mannschaftsmeister Kendo

Tilmann Görges – Deutscher Mannschaftsmeister Kendo

Daniel Kuller – Deutscher Jugendmeister Kendo

### 2009
Franziska Schlütter – Vizeweltmeisterin Mannschaft Kickbox LK WKA

Franziska Schlütter – 3. Weltmeisterschaft LK 60 kg WKA

Susanne Tippmann – 3. Weltmeisterschaft LK 65 kg WKA

Ines Klose – Deutsche Meisterin Naginata (Engi)

Martin Röthig – Deutscher Meister Naginata (Engi)

Isabella Dominikowski – Deutsche Vizemeisterin Kickboxen (WAKO)

Manuel Weick – Deutscher Vizemeister Kickboxen (WAKO)

Daniel Kuller – Deutscher Jugendmeister Kendo

### 2010
Mark Littlewood – Deutscher Meister Naginata (Engi)

Ines Klose/Mart. Röthig – Deutsche Vizemeister Naginata (Engi)

Eva Gervers/Christ. Müller – 3. Deutsche Meistersch. Naginata (Engi)

Ines Klose – 3. Deutsche Meisterschaft Naginata (Shiai)

Manuel Weick – Deutscher Vizemeister Kickboxen (WAKO)

Laura Schäfer – 3. Deutsche Meisterschaft Kendo

Marcus Spengler – 3. Deutsche Meisterschaft Kendo